# Daniel Tarczal
Daniel Tarczal (* 22. březen 1985, Beroun, Československo) je český fotbalový záložník momentálně působící v týmu hrajícím středočeskou A-třídu SK Spartak Příbram.

## Klubová kariéra
S fotbalem začínal v domovském Berouně. V roce 2004 přešel do Marily Příbram a v základní sestavě nastoupil třikrát. První góly vstřelil ve druhé lize.
10. srpna 2013 se jednou vstřelenou brankou podílel na obratu na konečných 2:1 proti celku FC Zbrojovka Brno, pro Příbram šlo o první ligové vítězství v sezóně 2013/14.